# 小金湾东乡族乡
小金湾东乡族乡是中华人民共和国甘肃省酒泉市玉门市下辖的一个民族乡。2019年11月15日，小金湾乡因黑枸杞这个特色产业顺利通过中国蔬菜流通协会、（国家）食品行业生产力促进中心誉名评审会评审，荣获“中国黑枸杞之乡”誉名称号。

## 行政区划
小金湾东乡族乡下辖以下村级行政区划单位：
龙泉村、东兴村、富源村、金柳村和马家裕村。